# Linea 63rd Street
La linea 63rd Street (in inglese 63rd Street Line IPA: [ˈsɪksti-θɜrd strit ˈlaɪn]) è una linea della metropolitana di New York che collega i borough di Manhattan e Queens passando sotto Roosevelt Island.

## Caratteristiche
Si compone di due linee tra di loro interconnesse: la linea IND 63rd Street che collega le linee IND Queens Boulevard e IND Sixth Avenue e la linea BMT 63rd Street che collega le linee BMT Broadway e IND Second Avenue.
La linea IND 63rd Street, regolarmente in uso dal 1989, è utilizzata dalla linea F per espletare il suo servizio metropolitano, mentre la linea BMT 63rd Street, regolarmente in uso solo dal 2017, è utilizzata dalle linee N e Q.

### Percorso
| Unknown route-map component "utCONT2" | Unknown route-map component "utSTRc3" |  |

| Unknown route-map component "utSTRc1" | Unknown route-map component "utABZ4+fl" | Unknown route-map component "utCONTfq" |

| Unknown route-map component "uhCONTgq" | Unknown route-map component "utKRZh" | Unknown route-map component "uhCONTfq" |

| Unknown route-map component "utACC" |

| Unknown route-map component "utKRZW" |

|  | Unknown route-map component "utACC" |

| Unknown route-map component "utKRZW" |

| Unknown route-map component "utdCONTgq" | Unknown route-map component "d" + Unknown route-map component "uxtABZq+r" | + Unknown route-map component "MSTRq" + Unknown route-map component "uextSTRq" + Unknown route-map component "uetABZgl" | Unknown route-map component "uextCONTfq" |

| Unknown route-map component "utvBHF" + Unknown route-map component "lACC" | Unknown route-map component "d" |

| Unknown route-map component "utCONTgq" | Unknown route-map component "utSTRq" + Unknown route-map component "utvSTR" | Unknown route-map component "utCONTfq" | Unknown route-map component "d" |

| Unknown route-map component "utvÜST" | Unknown route-map component "d" |

| Unknown route-map component "utSTR~L" | Unknown route-map component "utSTR~R" + Unknown route-map component "utSTRl" | Unknown route-map component "utdCONTfq" | Unknown route-map component "d" |

| Unknown route-map component "utSTRl" | Unknown route-map component "utdSTRq" | Unknown route-map component "utdCONTfq" |